# 星际旅行展览会

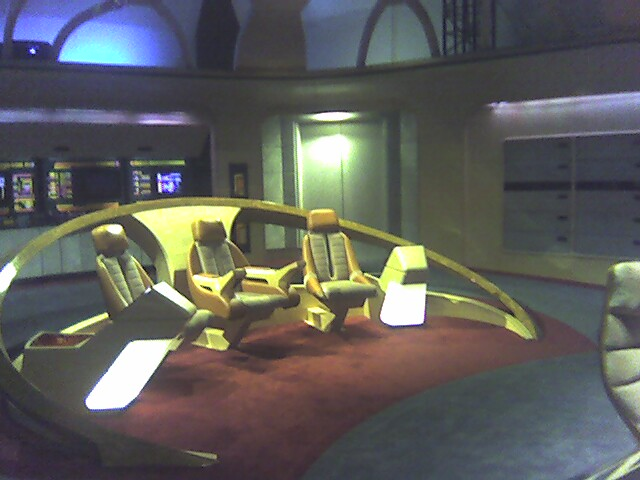
展览会上进取号舰桥复刻版。

星际旅行展览会是一个流动博览会，主要展示美国科幻系列星际旅行的道具或复刻品。星际旅行展览会展品包括星际旅行电视剧系列和电影系列中使用过的道具、布景、星舰模型，其中最著名的两件展品是两个完全照实物比例复刻的进取号星舰舰桥模型，其中一个是《星际旅行：初代》系列中联邦星舰进取号 (NCC-1701)的舰桥，另一个是《星际旅行：下一代》系列中联邦星舰进取号 (NCC-1701-C)的舰桥。除道具、模型外，参观者还可以参与竞赛活动，获胜者可以赢得美国航空航天局提供的轨道飞行太空之旅。